# Natacha Rostov
La comtesse Natalia Ilinitchna Rostova (russe : Наталья «Наташа» Ильинична Ростова) est le personnage féminin principal du roman de Léon Tolstoï, Guerre et paix. Ce personnage est le plus souvent traduit en français sans accorder le genre et est connu sous le nom de Natacha Rostov, dans la plupart des traductions.
Natacha représente la beauté espiègle et « sauvage », confrontée cependant à des chocs violents au cours de sa jeunesse, dus autant aux événements extérieurs qu'à ses propres erreurs. 
Tout comme Pierre Bézoukhov, elle est l'héroïne imparfaite, de jeune fille désinvolte et irréfléchie, elle devient plus profonde et généreuse (à l'image de la « nouvelle » Natacha que découvre Pierre en revenant à Moscou). La mort d'André soude également l'amitié naissante entre elle et la Princesse Marie Bolkonskaïa. 
C'est avec Pierre qu'elle partagera sa vie, bien que sa relation avec le prince André Bolkonsky soit l'un des moments essentiel du roman, insufflant au personnage sa plus grande maturation. Séduite par Anatole Kouraguine, elle retrouvera son premier amour, mourant, et qui lui a pardonné. 
« Natacha ne put jamais se rappeler plus tard comment elle était entrée dans le salon ; elle s’y arrêta immobile à la vue du prince André. « Est-ce possible que cet étranger soit devenu tout pour moi ? » se demanda-t-elle, et elle se répondit instantanément à elle-même : « Oui, tout ! il m’est plus cher, à lui seul, que tout en ce monde ! » Le prince André s’avança vers elle, les yeux baissés : « Je vous ai aimée du premier jour où je vous ai vue. Puis-je espérer ?… » Il la regarda et fut frappé de l’expression sérieuse et passionnée de son visage, qui semblait lui dire : « Pourquoi douter de ce que l’on ne peut ignorer ? Pourquoi parler, lorsque les paroles sont insuffisantes à exprimer ce que l’on sent ? » Elle se rapprocha et s’arrêta. Il lui prit la main et la baisa. (Livre 2) »

## Cinéma et télévision
- 1915 : Guerre et Paix (Война и мир, Voïna i mir) : Vera Karalli
- 1956 : Guerre et Paix (War and Peace) de King Vidor : Audrey Hepburn
- 1965 - 1967 : Guerre et Paix (Война и мир, Voïna i mir) de Serge Bondartchouk : Lioudmila Savelieva
- 1972 : Guerre et Paix (War and Peace) de John Davies : Morag Hood
- 2007 : Guerre et Paix (War and Peace)  de Robert Dornhelm : Clémence Poésy
- 2016 : Guerre et Paix (War and Peace) de Tom Harper : Lily James